# If That Were Me
«If That Were Me» — п'ятий і останній сингл Melanie C з дебютного сольного альбому Northern Star. Він вийшов 27 листопада 2000 року. Сингл не мав особливого просування тому результати його дуже скромні. Все ж йому вдалось добратися до 18 сходинки чарту Великої Британії. В інших країнах результати опинились ще гірші. Єдине можна виділити 22 місце у Швеції та Новій Зеландії і 29 місце в Австралії.

## Список композицій і формат
- Велика Британія CD 1

1. «If That Were Me» — 4:34
2. «If That Were Me» (Acoustic Version) — 4:29
3. «When You're Gone» (Live with Bryan Adams) — 3:36
4. «If That Were Me» (Bonus)

- Велика Британія CD 2

1. «If That Were Me» — 4:34
2. «If That Were Me» (Instrumental Version) — 4:33
3. «Happy Without You» (Independence Day) — 4:23

- Європейський CD 1

1. «If That Were Me» — 4:34
2. «If That Were Me» (Acoustic Version) — 4:29
3. «When You're Gone» (Live with Bryan Adams) — 3:36
4. «If That Were Me» (Bonus)

## Чарти
| Чарт                      | Позиція |
| ------------------------- | ------- |
| UK Singles Chart          | 18      |
| Sweden Singles Chart      | 22      |
| Austria Singles Chart     | 45      |
| Switzerland Singles Chart | 50      |
| Netherlands Singles Chart | 14      |
| Australia Singles Chart   | 29      |
| New Zealand Singles Chart | 22      |